# بالاتر از سوءظن
بالاتر از سوءظن (انگلیسی: Above Suspicion) یک فیلم جنایی و دلهره‌آور آمریکایی به کارگردانی فیلیپ نویس با بازی امیلیا کلارک و جک هیوستون که در ۷ می ۲۰۲۱ از طریق نتفلیکس منتشر شد.

## داستان
فیلم بر اساس داستانی واقعی ساخته شده‌است. یک افسر اف.بی. آی که به تازگی ازدواج کرده‌است، برای انجام مأموریتی به شهر کوهستانی آپالاچین در کنتاکی اعزام شده. او در آن جا با زنی فقیر آشنا شده و از او به عنوان خبرچین استفاده می‌کند. این زن به این رابطه به عنوان راهی برای فرار نگاه می‌کند اما در واقع این اتفاق بلیتی یک طرفه به سمت فاجعه‌ای جبران ناپذیر برای هر دوی آنهاست.

## انتشار فیلم
اولین بار در ۲۰ ژوئن ۲۰۱۹ در امارات متحده عربی منتشر شد. اکران آن در ایالات متحده در ۷ می ۲۰۲۱ از طریق لاینزگیت فیلمز بود.

## پاسخ انتقادی
در جمع‌آوری نقد راتن تومیتوز، این فیلم بر اساس ۴۰ نقد، ۲۵٪ تأیید شده‌است، با میانگین امتیاز ۴٫۵ از ۱۰. در متاکریتیک، این فیلم بر اساس ۹ منتقد، امتیاز ۴۶ از ۱۰۰ را به خود اختصاص داده‌است که نشان دهنده «نقدهای مختلط یا متوسط» است.